# Megaloptera
Los megalópteros o patudos (Megaloptera, del griego, megále, "grande" y ptéron, "ala") son un orden de insectos endopterigotos de grandes alas con venación ornamentada; sus larvas son acuáticas, llegando a ser las más grandes entre los insectos. Los adultos son alados de duración efímera. Se distribuyen por todo el mundo.
Algunos autores los incluían como suborden de Neuroptera, pero en la actualidad se califican como orden independiente; están considerados como uno de los órdenes más primitivos de insectos holometábolos, es decir de metamorfosis completa (huevo, larva, pupa e imago). Las larvas son acuáticas, depredadoras de diferentes tipos de organismos (polífagas), en algunos lugares reciben el nombre de perros de agua, peces voladores; el estadio de larva es el más largo; los estadios de huevo, pupa y adulto son terrestres, el último es de vida muy corta alimentándose posiblemente solo de sustancias azucaradas.

## Características
Los adultos de este orden pueden distinguirse por la forma de abanico de sus alas posteriores, con envergadura hasta 16 cm. Los machos, especialmente de los géneros Corydalus y Acanthacorydalis, poseen mandíbulas sumamente grandes.
Las larvas son alargadas aplanadas, llegan a los 10 cm de longitud, y poseen unas poderosas mandíbulas, presentan filamentos y penachos abdominales, y branquias bajo estos.

## Historia natural

### Adulto
Hay especies diurnas y otras nocturnas, pero por lo general se encuentran cerca de aguas limpias, escondidos entre la vegetación mientras descansan. Los adultos son efímeros, durando solo una semana aproximadamente, se alimentan solo de soluciones líquidas diluidas. Las parejas se atraen durante el cortejo con vibraciones en unas especies y con atrayentes olorosos en otras, producidos tanto por machos como por hembras.
Ciertos machos pelean y otros se amenazan, otros realizan rituales de danzas entre la pareja antes del acoplamiento, otros persiguen a las hembras. Las hembras adultas ponen una masa de huevos sobre rocas, troncos, hojas o sobre el sustrato a la orilla del agua; las larvas eclosionan después de la incubación cayendo al agua; son depredadoras de animales acuáticos y caníbales.

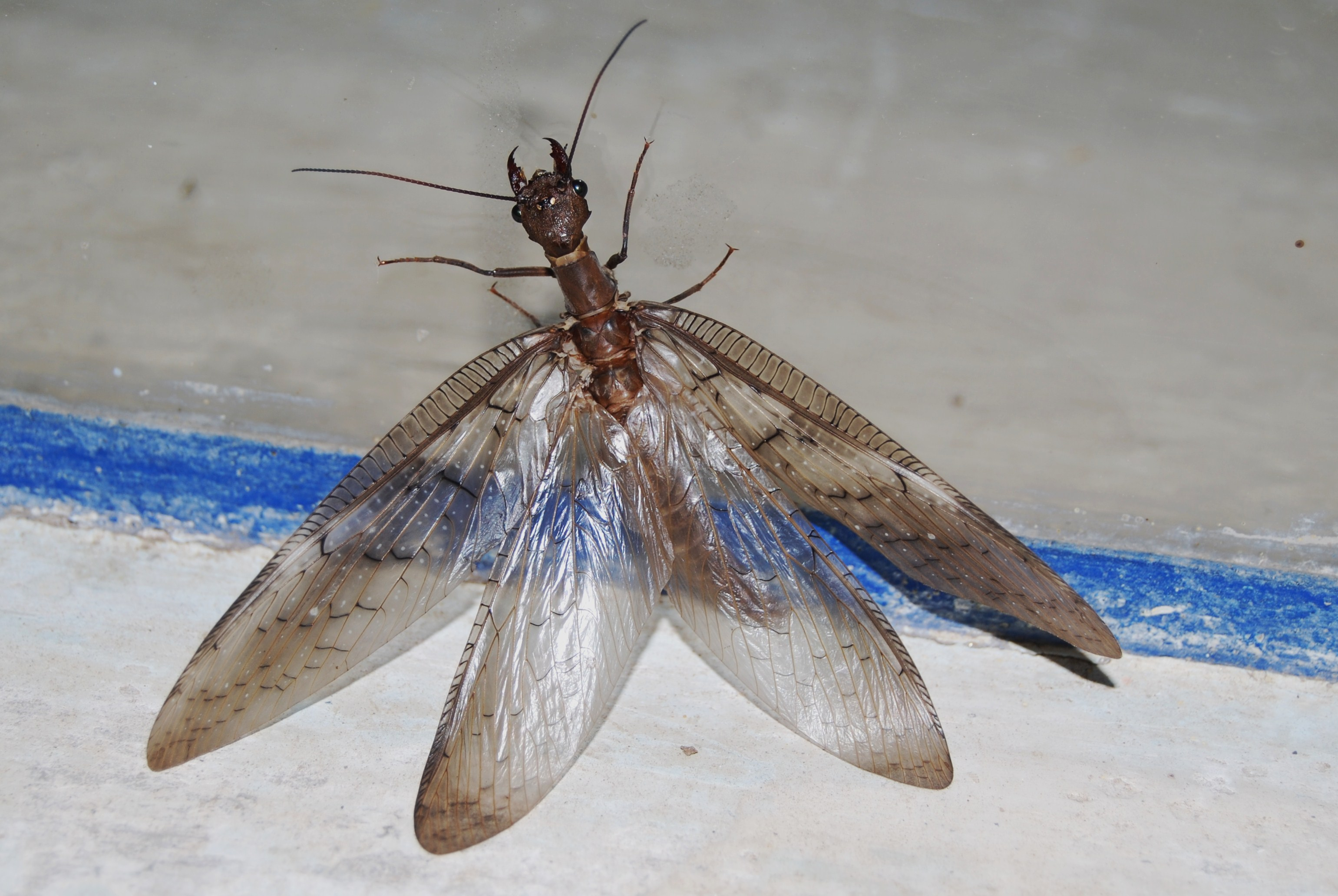
Hembra de Corydalus sp. en San Miguel de Aco, Lima, Perú.

### Larva
La larvas habitan aguas tranquilas y limpias; algunas especies viven en aguas de ríos y arroyos, otras solo en pantanos. Algunas poseen tubos respiratorios complementarios, especialmente las que habitan aguas poco oxigenadas. Ciertas larvas se protegen de la luz directa del sol. Pocas especies habitan en charcos entre troncos de árboles, y otras larvas se mantienen en estado de reposo envueltas en una cámara durante la estación seca y reanudan sus actividades con las lluvias. En las zonas templadas invernan.
Las larvas pasan entre 10 a 12 estadios (etapas) según la especie; este período puede durar de uno a cinco años dependiendo de la especie, y especialmente de la temperatura ambiental.
Al final de su último estadio, las larvas salen del agua y construyen una cámara que las protegen durante una semana en su estado de prepupa, luego pupan, de una semana a un mes, y emerge un adulto alado, completándose el ciclo de vida. 
La mayoría de las larvas de estos insectos son de aguas limpias, y no toleran ningún grado de contaminación, siendo indicadores ambientales, su presencia se asocia a aguas puras.
Constituyen una fuente de alimento para varios peces de aguas dulces, como la trucha, entre otros.

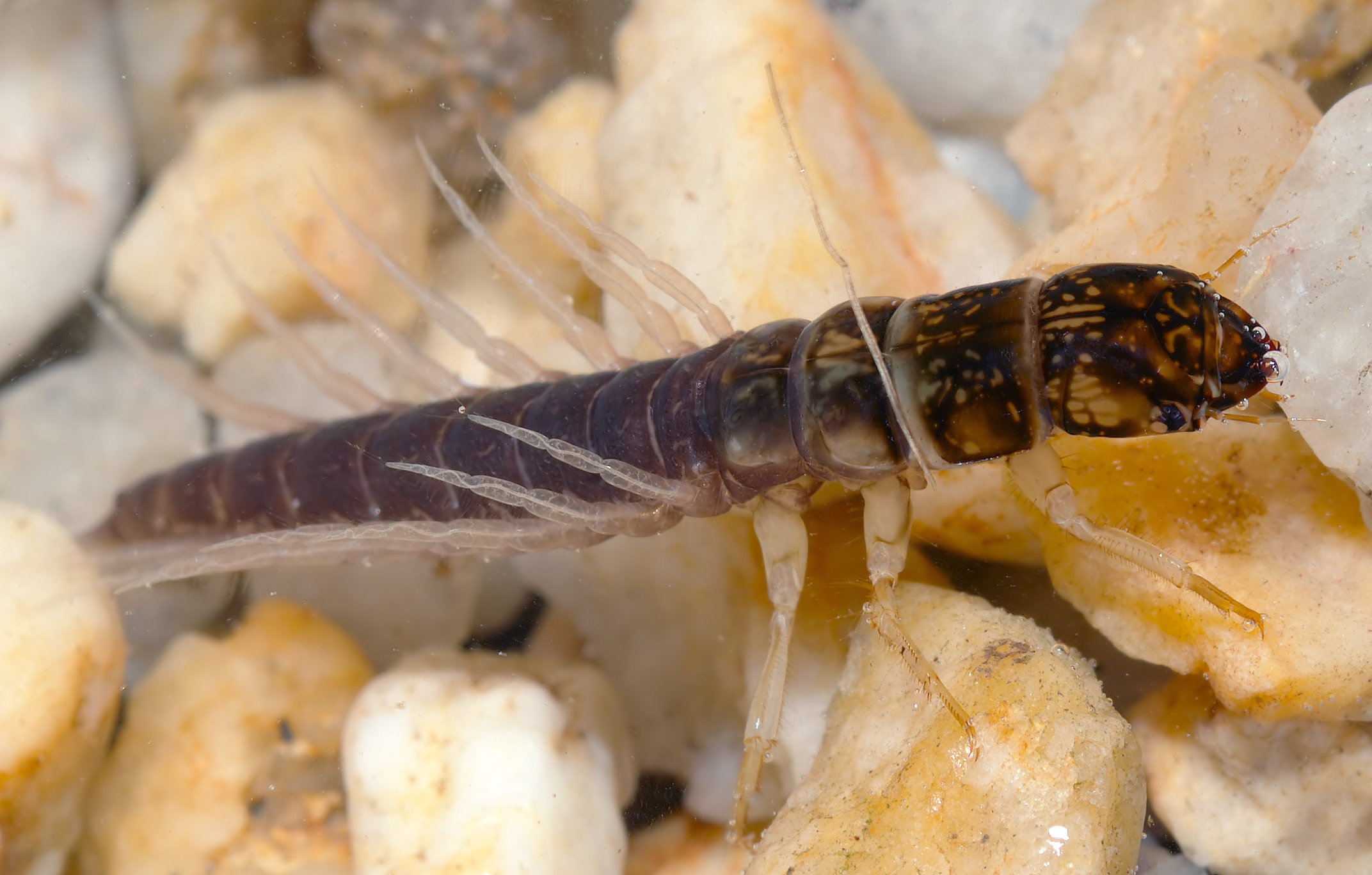
Larva de Sialis lutaria.

## Taxonomía
Con aproximadamente 300 especies identificadas, pertenecientes a dos familias y dos subfamilias:
Familia Corydalidae
- Subfamilia ChauliodinaeChauliodinae
- Subfamilia CorydalinaeCorydalinae

Familia Sialidae